# Domenico Peranni
Domenico Maria Giuseppe Peranni, né le 23 avril 1803 à Trapani, mort le 17 juillet 1875 à Palerme, est un patriote et homme politique italien.
Régionaliste, il a été le quatrième maire de Palerme, en fonction de 1868 à 1873.

## Biographie
Fils de Francesco Peranni, général de l'armée des Bourbons, Domenico Peranni embrasse pourtant les idéaux libéraux et s'engage pour l'Unité italienne contre le gouvernement du royaume des Deux-Siciles. Il assiste à la révolution de 1848 et se lie aux patriotes siciliens.
Lors de l'Expédition des Mille, il participe aux combats et occupe auprès de Garibaldi des fonctions militaires puis dans le gouvernement dictatorial pour la Sicile comme secrétaire d'État aux Finances le 17 septembre 1860. 
Le royaume d'Italie proclamé, Peranni s'engage dans la vie politique palermitaine et développe ses connaissances économiques, juridiques et administratives auprès de Francesco Ferrara et Francesco Paolo Perez. En qualité de fonctionnaire, il est contrôleur général des Finances en Sicile à partir de mars 1861 et directeur du Trésor sur l'île entre janvier 1862 et 1866. En août 1861, il échappe à un attentat contre lui attribué à l'alliance de petites mains, bientôt nommé mafia, et le pouvoir gouvernemental. 
Conseiller de la Caisse d’Épargne de Palerme en novembre 1861, il est ensuite président de Banco di Sicilia. 
Conseiller municipal, il est nommé maire de Palerme le 23 octobre 1868, après la victoire des régionalistes aux élections locales et démission du modéré Salesio Balsano. Régionaliste mais non clérical, intime de Marco Minghetti, qui a épousé la veuve de Domenico Beccadelli di Bologna, prince de Camporeale, dont Peranni a administré les biens, il est choisi par le gouvernement pour sa garantie de loyauté aux institutions.  
Durant les cinq années d'une administration pondérée, il conduit un large programme de travaux publics : construction d'écoles élémentaires, dont deux destinées aux non-voyants et aux détenus, prolongement de la via Libertà, achèvement de la via Mariano-Stabile, aménagement du Quattro Canti di Campagna  (piazza Marchese di Regalmici), construction du brise-lames sur le vieux port, restauration du Palchetto della Musica au Foro Italico. Il s'attache à contraindre la hausse des prix des denrées alimentaires de base et ouvre des fours municipaux et des boutiques municipales » vendant à bas prix de la viande. Après six ans d'interruption, il relance le Festino de sainte Rosalie ce qui lui confère une grande popularité parmi ses citoyens. Faute de moyens, il suspend les travaux de réhabilitation des quartiers populaires initiés par les administrations modérées, comme autour de l'ancien monastère bénédictin d'Albergharia. 
Il est également conseiller provincial de Palerme (1867-1875). 
Fragilisé par la prise de Rome et affaiblie par la mort d'Emerico Amari et le retrait de Vito D'Ondes Reggio, le parti clérical perd les élections législatives suivantes, Palerme envoyant comme députés le régionaliste Francesco Ferrara, les démocrates Paolo Paternostro et le baron Giovani Riso, et du modéré Corrado Lancia di Brolo. Cela permet à Peranni de réduire l'influence des cléricaux les plus réactionnaires dans sa coalition et à la municipalité de célébrer l'entrée de Victor-Emmanuel à Rome en juin 1871. 
Il démissionne le 3 septembre 1873 et, est nommé le 6 novembre sénateur du Royaume en qualité d'ancien secrétaire d’État. 
Il est président de la Société sicilienne pour l'histoire de la patrie, dont il a suscité la création. Il a également été membre de l'Académie des sciences, des lettres et des arts de Palerme.
Une grande place entre la Via Papireto et le Corso Alberto Amedeo porte son nom et le Palais Pretorio conserve un buste le représentant.

## Distinctions
- Commandeur de l'Ordre de la Couronne d'Italie (1869)